# Maquis de Plainville
Seconde Guerre mondiale
Le maquis de Plainville est un maquis de la Résistance intérieure française constitué durant la Seconde Guerre mondiale au lieu-dit Plainville, sur la commune de Marolles-les-Buis dans le département d'Eure-et-Loir.

## Situation
Le hameau de Plainville se situe à environ 10 km au nord-est de Nogent-le-Rotrou et à un peu plus de 2 km de Marolles-les-Buis. Une grande ferme s'y trouve, ainsi qu'une colline boisée qui descend abruptement au sud et à l'est vers la Vinette, affluent de la Cloche, elle-même se jetant dans l'Huisne.
À mi-hauteur, s'ouvrent des grottes débouchant sur d'anciennes carrières souterraines : ce site, éloigné des grandes voies de passage, pourvu d'un accès à la rivière, fut retenu par les maquisards qui bénéficiaient de solides complicités dans la région, notamment à Saint-Hilaire-des-Noyers, commune de Saint-Denis-d'Authou, dont les habitants assuraient la cantine.
| Coulonges-les-Sablons (Orne) | Saint-Victor-de-Buthon (Eure-et-Loir) | Saint-Victor-de-Buthon (Eure-et-Loir) |
| Condé-sur-Huisne (Orne)      | Marolles-les-Buis                     | Frétigny (Eure-et-Loir)               |
| Coudreceau (Eure-et-Loir)    | Coudreceau (Eure-et-Loir)             | Saint-Denis-d'Authou (Eure-et-Loir)   |

## Histoire
Le maquis de Plainville s'est constitué le 15 juin 1944 et a pris fin lors de la libération de Nogent-le-Rotrou le 11 août 1944.
Le maquis est dirigé par le capitaine Gabriel Herbelin (La Saucelle, 1907 - 1997), alias Duroc selon son nom de code dans la Résistance. L'Eure-et-Loir étant divisé en 4 secteurs, Herbelin est responsable du secteur ouest, comprenant l'arrondissement de Nogent plus les cantons de Brezolles, La Ferté-Vidame, Senonches, Courville et Illiers.
Dans son manuscrit du 30 décembre 1944, Raymond Gohon recense nominativement 133 combattants et le nombre global est estimé à 160.

## Faits d'armes

### Réception de parachutages d'armes et matériels
À la suite des parachutages des 15 juillet, 15 août et 26 novembre 1943, 6 tonnes de matériels sont récupérés.

### Sabotages et destructions
Les demandes les plus importantes concernent les destructions de la ligne ferroviaire Paris-Brest qui passe par Nogent-le-Rotrou et la ligne téléphonique reliant ces deux mêmes villes.

### Libération de Nogent-le-Rotrou

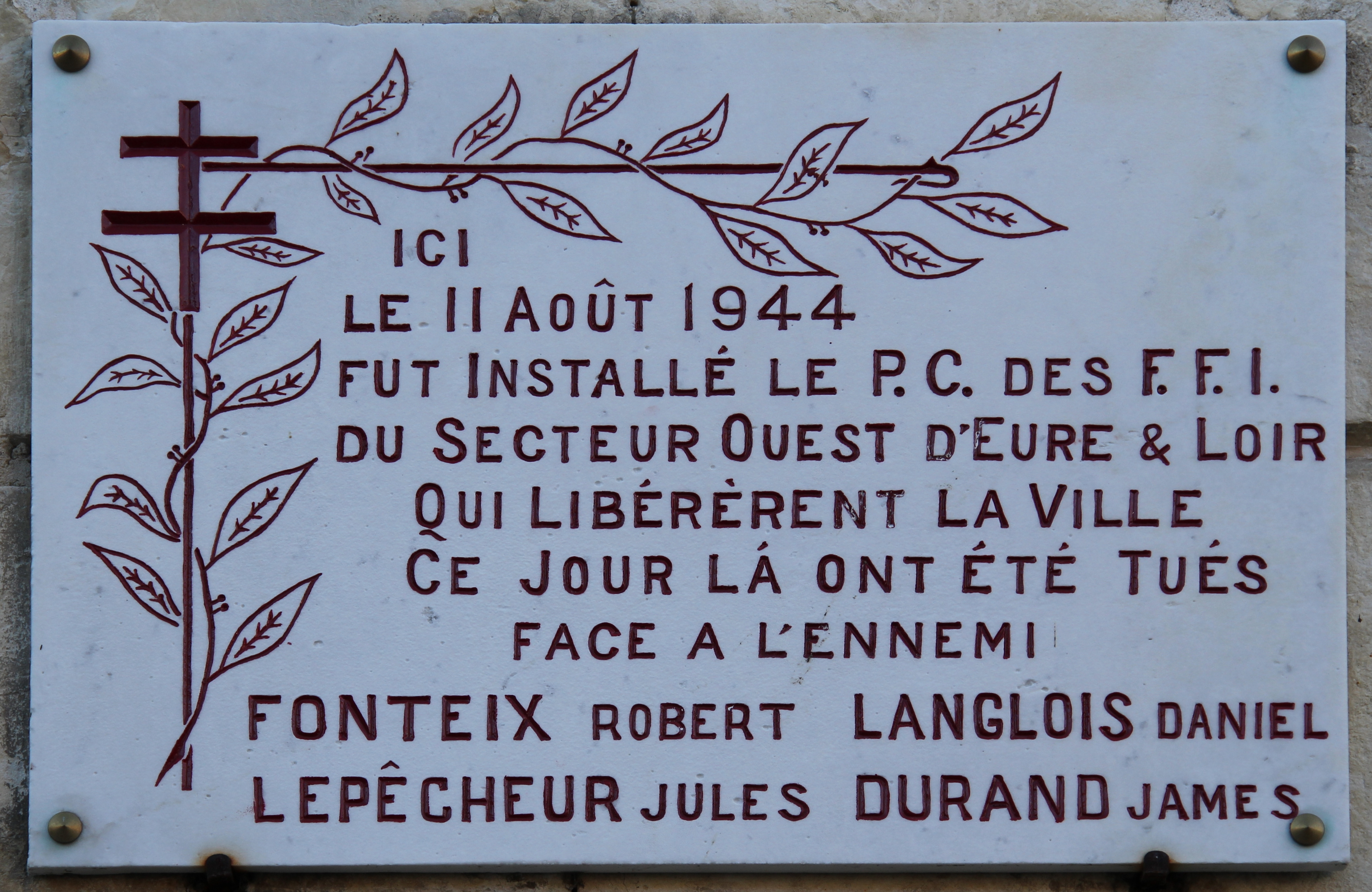
Plaque à Nogent-le-Rotrou, 41 rue Gouverneur.

L'action la plus connue du maquis de Plainville est la libération de Nogent-le-Rotrou le 11 août 1944, 3 jours avant l'arrivée des Alliés le 14 août 1944.
Dans son « roman » Le temps de Chartres, Maurice Clavel en donne une description qui reste à confirmer : Duroc, contesté par ses hommes, réussit grâce à Sinclair à rétablir son autorité et finit par faire prisonniers, à lui seul, tous les occupants de la mairie.

#### Hommage
À Nogent-le-Rotrou, une plaque apposée 41 rue Gouverneur rend hommage à quatre combattants du 11 août 1944 « tués face à l'ennemi », dont l'un, Robert Fonteix, est cité par Gohon comme faisant partie du maquis de Plainville.

## Galerie

Lieu de mémoire du maquis de Plainville
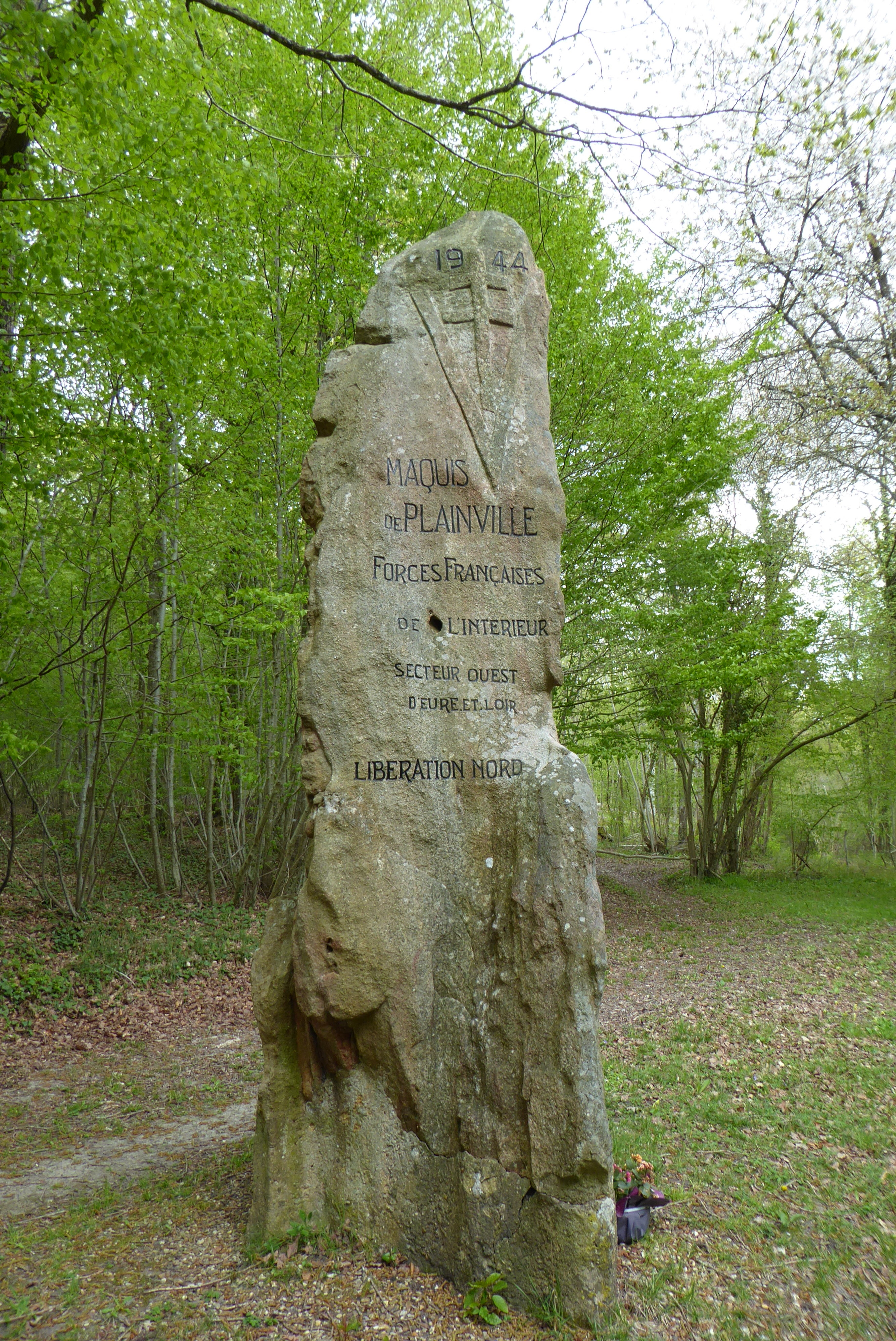
« Maquis de Plainville / Forces Françaises de l'Intérieur / Secteur ouest d'Eure-et-Loir / Libération nord »
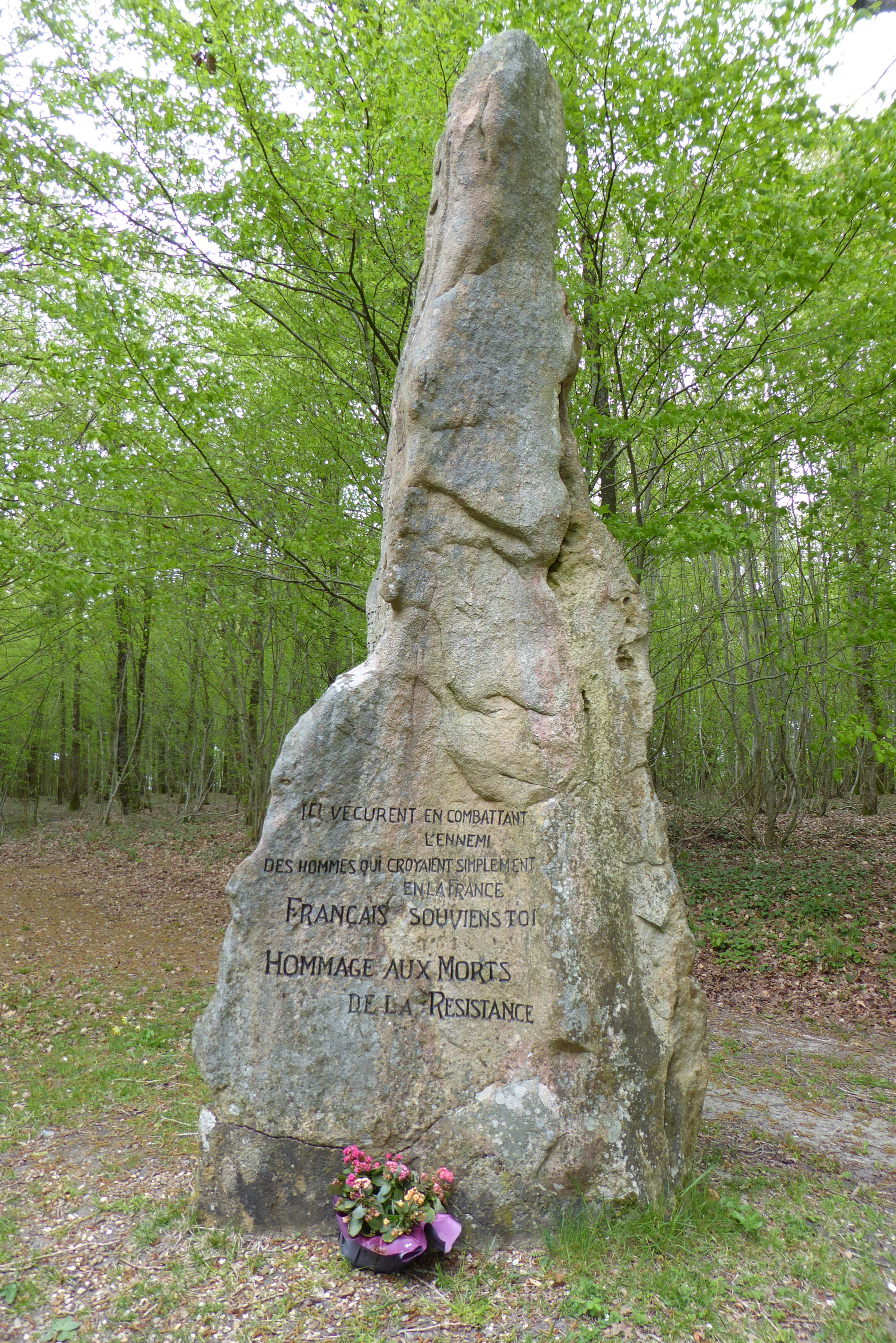
« Ici vécurent en combattant l'ennemi / Des hommes qui croyaient simplement en la France / Français souviens toi / Hommage aux morts de la Résistance »
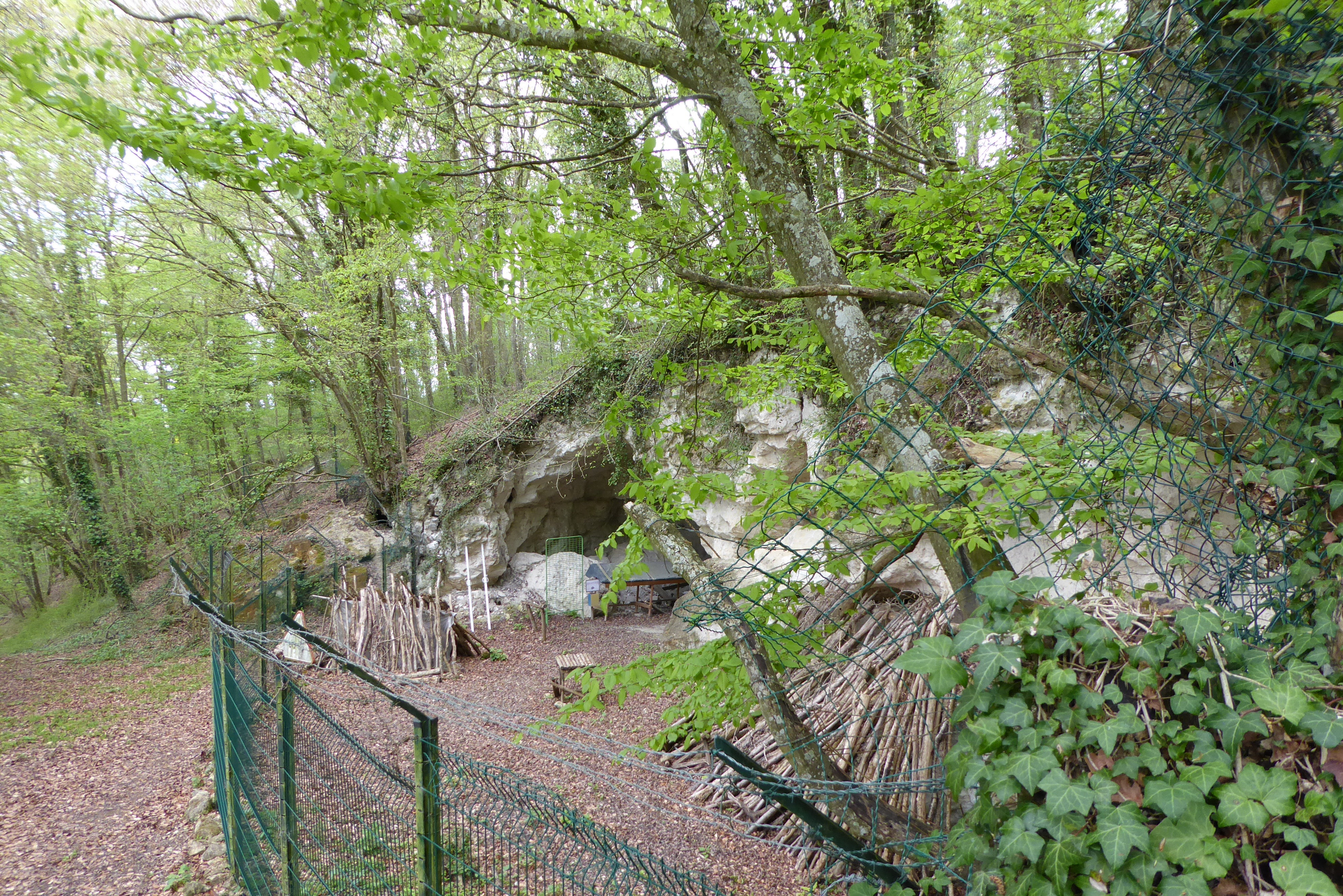
Les grottes du maquis.
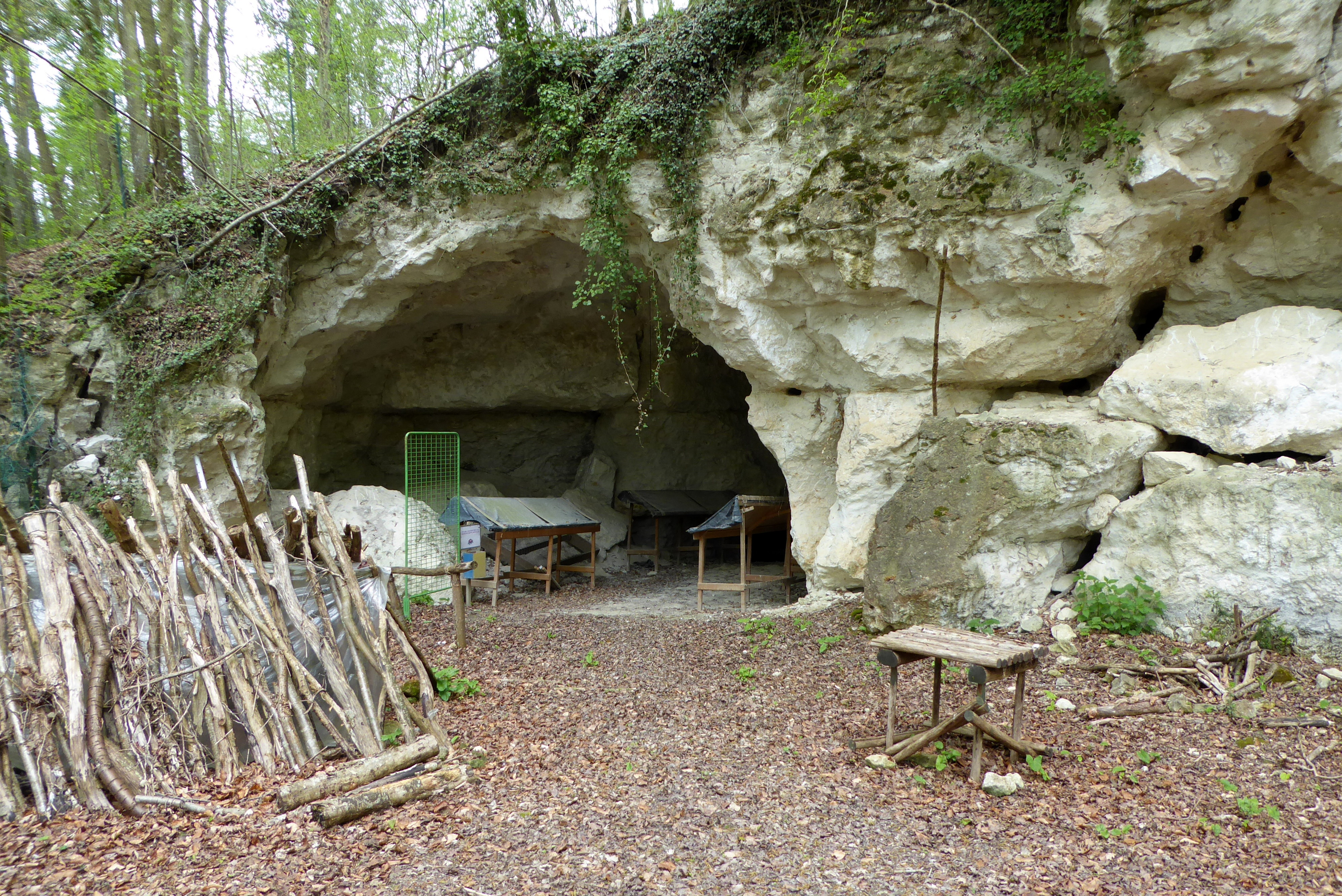
Entrée des grottes.